# Melanorivulus
Melanorivulus is een geslacht van straalvinnige vissen uit de familie van de killivisjes (Rivulidae).

## Soorten
- Melanorivulus apiamici (Costa, 1989)
- Melanorivulus bororo (Costa, 2008)
- Melanorivulus crixas (Costa, 2007)
- Melanorivulus cyanopterus (Costa, 2005)
- Melanorivulus dapazi (Costa, 2005)
- Melanorivulus decoratus (Costa, 1989)
- Melanorivulus egens (Costa, 2005)
- Melanorivulus faucireticulatus (Costa, 2008)
- Melanorivulus giarettai (Costa, 2008)
- Melanorivulus illuminatus (Costa, 2007)
- Melanorivulus jalapensis (Costa, 2010)
- Melanorivulus javahe (Costa, 2007)
- Melanorivulus karaja (Costa, 2007)
- Melanorivulus kayabi (Costa, 2008)
- Melanorivulus kayapo (Costa, 2006)
- Melanorivulus kunzei Costa, 2012
- Melanorivulus linearis Costa, 2018[1]
- Melanorivulus litteratus (Costa, 2005)
- Melanorivulus megaroni (Costa, 2010)
- Melanorivulus modestus (Costa, 1991)
- Melanorivulus nigromarginatus Costa, 2018[2]
- Melanorivulus paracatuensis (Costa, 2003)
- Melanorivulus paresi (Costa, 2008)
- Melanorivulus parnaibensis (Costa, 2003)
- Melanorivulus pictus (Costa, 1989)
- Melanorivulus pindorama Costa, 2012
- Melanorivulus pinima (Costa, 1989)
- Melanorivulus planaltinus (Costa & Brasil, 2008)
- Melanorivulus proximus Costa, 2018[3]
- Melanorivulus punctatus (Boulenger, 1895)
- Melanorivulus rossoi (Costa, 2005)
- Melanorivulus rubromarginatus (Costa, 2007)
- Melanorivulus rutilicaudus (Costa, 2005)
- Melanorivulus salmonicaudus (Costa, 2007)
- Melanorivulus scalaris (Costa, 2005)
- Melanorivulus schuncki (Costa & De Luca, 2011)
- Melanorivulus ubirajarai Costa, 2012
- Melanorivulus violaceus (Costa, 1991)
- Melanorivulus vittatus (Costa, 1989)
- Melanorivulus zygonectes (Myers, 1927)